# Classe Ranger
La classe Ranger est une série de navires-citernes de la Royal Fleet Auxiliary.

## Histoire
Au début de la Seconde Guerre mondiale, la Royal Fleet Auxiliary possède un certain nombre de navires-citernes ; malheureusement, la plupart d'entre eux sont anciens ou petits. Les navires-citernes modernes qu'elle a commencé à acquérir, la classe Dale (en), sont lents par rapport à ceux utilisés par l'US Navy. Un autre inconvénient est le manque de capacité de ravitaillement. En bref, pendant une grande partie de la guerre, ils ne peuvent ravitailler que par l'arrière. Le ravitaillement en cours de route est encore largement au stade expérimental par rapport aux alliés américains, comme on le voit rapidement lorsque les navires-citernes de la RFA servent au sein de la British Pacific Fleet.
La classe Ranger est conçue par Rowland Baker et doit remplacer la classe Belgol, navires-citernes de 2 000 tonnes, qui, en raison du manque de navires d'approvisionnement, servent encore pendant la guerre.

## Liste des navires
| Pennant N° | Nom              | Chantier naval                                      | Pose quille     | Lancement        | Mise en service | Fin de carrière | Image |
| ---------- | ---------------- | --------------------------------------------------- | --------------- | ---------------- | --------------- | --- | ----- |
| A163       | RFA Black Ranger | Harland and Wolff (Belfast)                         | 12 octobre 1939 | 22 aout 1940     | janvier 1941    | Vendu en juillet 1973 à la société grecque Diana Sg & Tdg Corp SA et renommé Petrola XIV. Démantelé en 1983 au Pirée (Grèce) par Chalivdeboriki Ltd.                                                                                                |       |
| A157       | RFA Blue Ranger  | Harland and Wolff (Belfast)                         | 26 octobre 1939 | 29 janvier 1941  | juin 1941       | Vendu en janvier 1972 et rebaptisé Korytsa. Démoli à Aliağa (Turquie) en septembre 1987. |       |
| A169       | RFA Brown Ranger | Harland and Wolff (Belfast)                         | 28 octobre 1939 | 12 décembre 1940 | avril 1941      | Reste en service jusqu'à sa démolition à Gijón (Espagne) en mai 1975. |       |
| A130       | RFA Gold Ranger  | Caledon Shipbuilding & Engineering Company (Dundee) | 14 mai 1940     | 12 mars 1941     | septembre 1941  | Vendu en juillet 1973 (nom inchangé). Démoli à Hong Kong (Chine), en mars 1977 |       |
| A152       | RFA Green Ranger | Caledon Shipbuilding & Engineering Company (Dundee) | 24 juin 1940    | 21 aout 1941     | décembre 1941   | Le 17 novembre 1962,il casse sa remorque lors de son dernier voyage vers le chantier de démolition de Cardiff pour finalement s’échouer sur le Gunpath Rock (Péninsule de Harland, Devon, Angleterre). Sa coque est toujours visible à marée basse. |       |
| Non Connu  | RFA Gray Ranger  | Caledon Shipbuilding & Engineering Company (Dundee) | 24 juin 1940    | 27 mai 1941      | septembre 1941  | Torpillé et coulé par le sous-marin allemand U-435 le 22 septembre 1942 à l'ouest de l'île Jan Mayen (6 morts), alors qu'il faisait partie du Convoi QP 14.                                                                                         |       |